# Beniamino Gigli

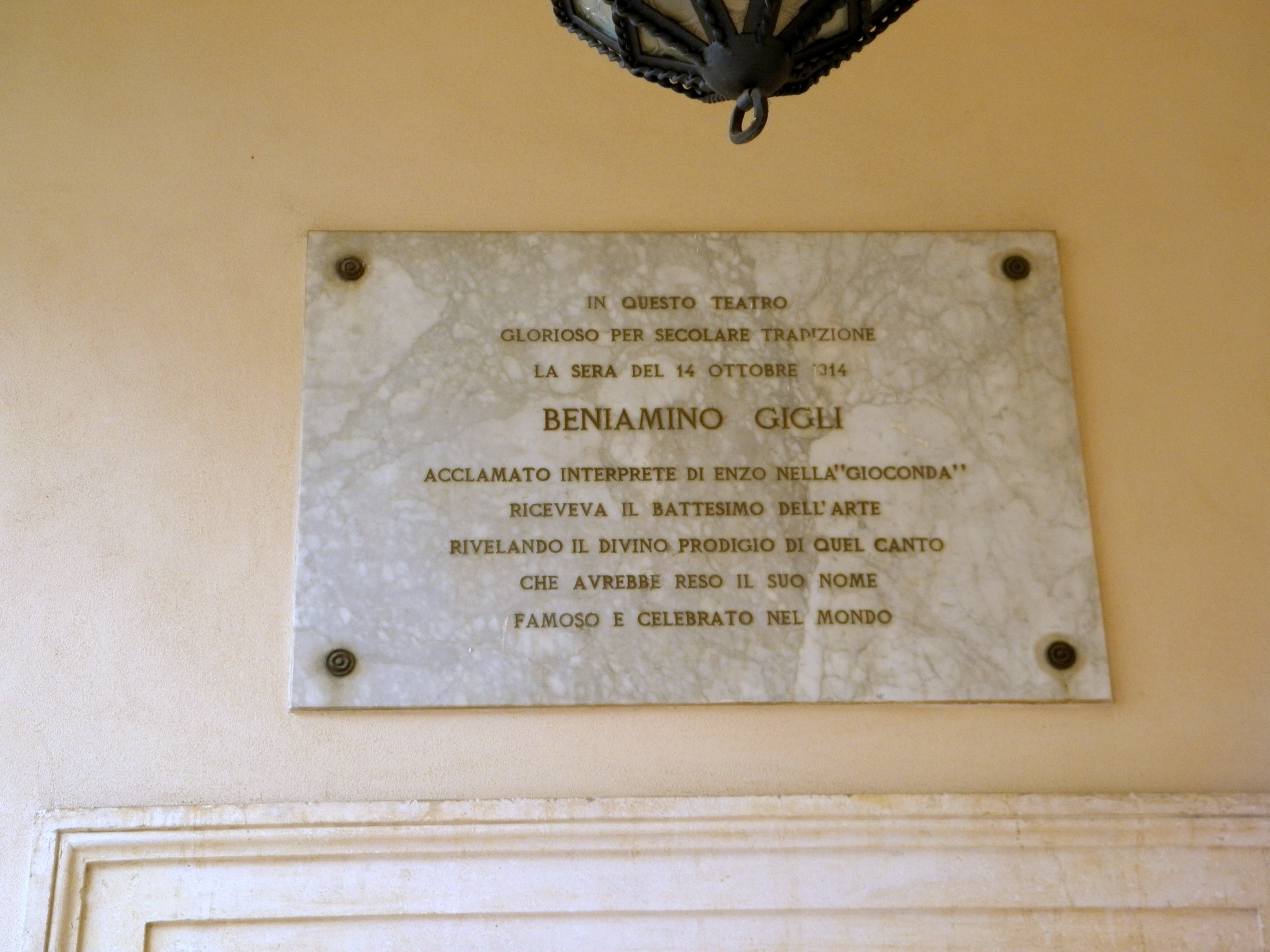
Emléktábla első hivatásos fellépéséről (La Gioconda, Teatro Sociale, Rovigo)

Beniamino Gigli (Recanati, 1890. március 20. – Róma, 1957. november 30.) a 20. század egyik legnagyobb olasz tenor operaénekese és színésze.

## Élete

### A kezdetek
Domenico Gigli varga és harangozó, valamint Ester Magnaterra hatodik gyermekeként született a gyönyörű természeti és történelmi környezetben, a középolasz Marche régióban, az Adriai-tenger partján fekvő kisvárosban. Már igen kicsi korától fogva nagy vonzalmat mutatott az éneklés iránt. Mindössze 7 éves volt, amikor fölvették szülővárosa katedrálisának fiúkórusába. Családja szegénysége súlyos áldozatokat követelt meg tőle, de két munkája között sikerült órákat vennie Quirino Lazzarini, orgonista mestertől, aki a Santa Casa karvezetője is volt Loreto városában.
15 évesen kontraalt hangján a női főszerepet énekelte Alessandro Billi La fuga di Angelica című kisoperájában, Macerata megyeszékhelyen. Ezt több hasonló megmérettetés követte, amelyek meggyőzték a családját, hogy 1907 őszén Rómába költözhessen.
1912-ben néhány hónapos katonai szolgálatot teljesített az olasz–török líbiai háborúban, amikor elnyert egy tanulmányi ösztöndíjat, így beiratkozhatott a Santa Cecilia konzervatóriumba, Enrico Rosati irányítása alá.
Minthogy a növendékeknek tilos volt hivatásszerűen fellépniük, ezt Mino Rosa álnéven tette, számos római szalonban, tekintélyes 300 lírás gázsit kiérdemelve. 1914. április 24-én, saját nevén, a Santa Cecilia akadémián, Alessandro Bustini La principessa dai capelli d'oro című zenés meséjében szerepelt és június 10-én letette akadémiai záróvizsgáját is.
Színházi debütálására egy parmai dalverseny megnyerése után került sor, a rovigói Teatro Socialéban, október 14-én este, Amilcare Ponchielli La Gioconda című operájában.

### Pályája
Ezt követően olyan nagyobb olasz városok operaházaiban lépett, mint Palermo, Nápoly, Genova, Catania, Róma (Teatro Costanzi), a Manon Lescaut, Tosca, Mefistofele, A kegyencnő című operákban.
1917-ben elindult a világhír felé; Madrid, Barcelona, Monte-Carlo, Rio de Janeiro, Buenos Aires) és, miután 1918 tavaszán bemutatkozott Milánóban, a Teatro Lirico színpadán, Pietro Mascagni Lodoletta című darabjában, november 19-én meghódította a Scala közönségét is Arrigo Boito Mefistofele operájában Arturo Toscanini vezényletével.
1920. november 26-án fellépett a New York-i Metropolitan Opera közönsége előtt, a Mefistofelével; olyan sikerrel, hogy a színház művészeti igazgatója meghosszabbította a szerződését, előbb további két hónapra, majd négy évre! Sikere javára vált az egész olasz közösségnek, miután Enrico Caruso ellentmondást nem tűrő hangon kijelentette, hogy benne látja az utódját. 1921. augusztus 2-án Caruso elhunyt, és a Metropolitan, amely őt 18 évig ünnepelte, attól az évtől fogva Giglit élvezhette Giuseppe Verdi Traviata c. darabjában. Az elkövetkező tíz évben rendszeresen szerepelt a „Metben” és sikere volt sok más olyan amerikai városban is, mint San Francisco, Philadelphia, Chicago). Abban a periódusában európai turnén is részt vett (fontos bemutatkozása 1930. május 27-én volt a londoni Covent Gardenben, az André Chénier-ben), majd Dél-Amerika nagy színpadai következtek.

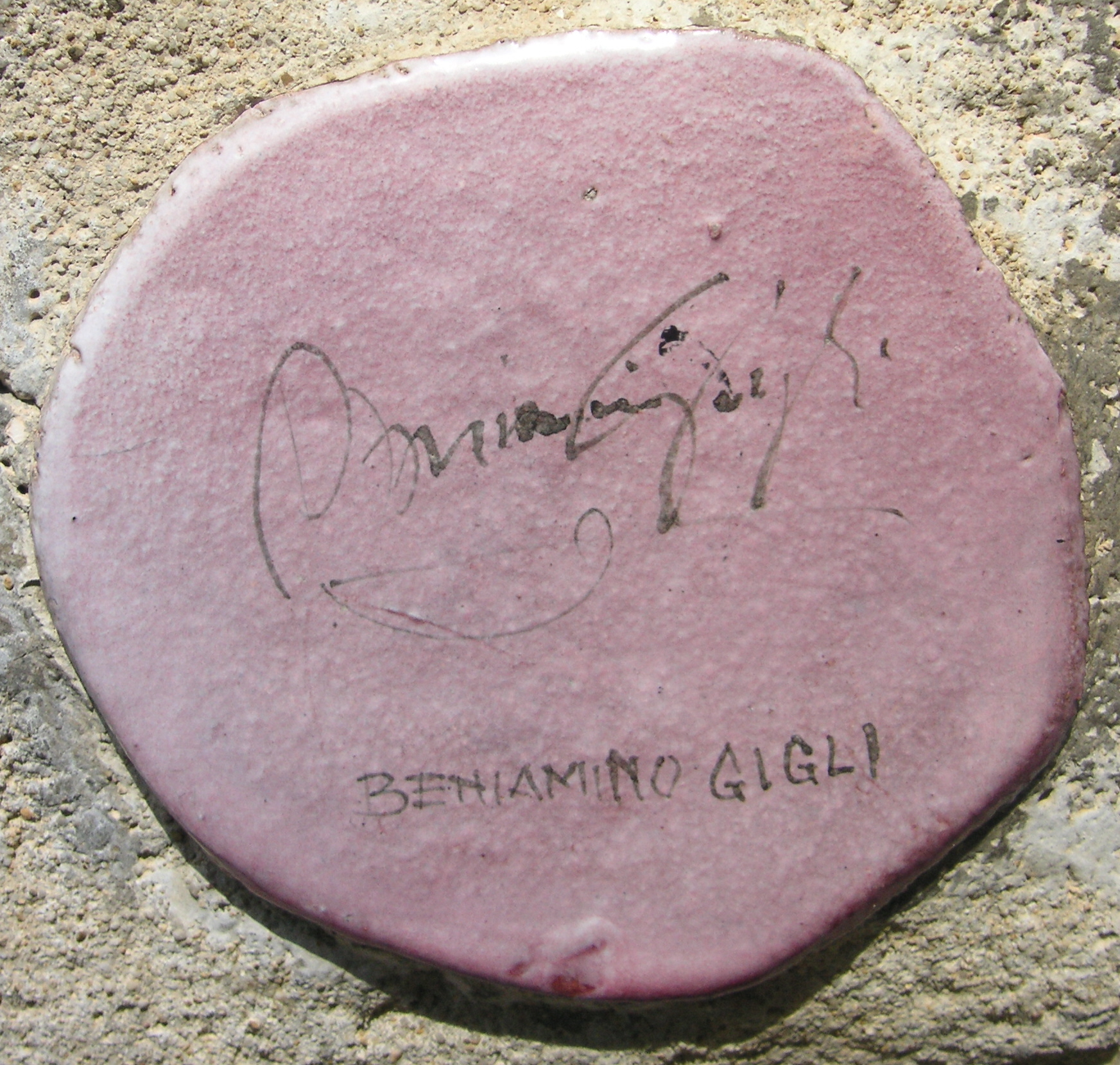
Beniamino Gigli kőbe vésett aláírása Alassio falán

1932-ben, az eltelt tizenkét év és ötszáz előadást után szakított a Metropolitannel, mert az a tiszteletdíját csökkentette a nagy gazdasági világválságra való tekintettel, és hazatért Olaszországba. A római Opera lett tevékenysége fő színtere (a Metbe csak 1939-ben tért vissza, öt olyan előadásra, mint az Aida). Megfordult, a második világháború kirobbanásáig, több európai nagyvárosban (az Aida Radameseként 1936-ban, Bécsben, Victor de Sabata vezényletével nagy sikert aratott) és Dél-Amerikában.
A hangosfilm megérkezésével, 1935-től 16 filmet forgatott az 1950-es évek elejéig. Utolsó megjelenése a filmvásznon 1953-ban, Carmine Gallone Puccinije volt.
A háború után, 1946-ban átmenetileg visszatért a rivaldafénybe, élemedett kora ellenére a közönséget még lázba hozva. Aztán betegsége (Diabetes mellitus) miatt kénytelen volt visszavonulni előbb a színpadtól, majd a hangversenyektől is. Utolsó hivatalos fellépése a Carnegie Hallban, 1955. április 20-án volt. Végső turnéin időnként leánya, Rina kísérte, aki jelentős sikereket ért el az oldalán 1943-ban, a parmai Teatro Regióban, a Traviatában.
Egész pályáján végigkísérte ügynöke, személyi titkára Amedeo Grossi, aki feleségével, Barbarával monumentális levéltárát is gondozta, amelyet ma a Museo Gigli őriz, Recanatiban.
Gyakran párhuzamot vontak közte és Enrico Caruso között, Második Carusónak is titulálva, de ő maga inkább az Első Gigli nevet preferálta.

### Magánélete
1915. október 4-én feleségül vette Costanza Cerronit a római Santa Maria ai Monti templomban. Házasságukból egy leány, Rina (1916), a későbbi jeles szoprán, és egy fiú, Enzo (1919) született.
1932-ben összejött Lucia Vigaranival, akivel megélt titkos viszonyából három gyermek született: Giovanni 1940-ben, Gloria 1942-ben és Maria Pia 1944-ben.
Barátja, Adriano Belli biztatására, a háború utáni hónapokban Gigli felkereste Pietrelcinai Szent Pio atyát erkölcsi kérdésekben tanácsát kérve. A híres szerzetes először házasságon kívüli kapcsolata drasztikus megszakítását követelte, majd azt tanácsolta neki, hogy természetes gyermekeit is fogadja örökbe.
Hatvanhét éves korában hunyt el a via Serchión lévő római lakásán, tüdőgyulladást követő szívmegállásban. Gyászünnepsége a Santa Maria Addolorata templomban, a piazza Buenos Aires téren (ismertebb nevén piazza Quadrata) volt, s a recanati családi sírban nyugszik.

## Hangja és művészete
Ha osztályozni kívánjuk a 20. század legkiválóbb énekeseit, kétségkívül Gigli hangja az egyik legszebbnek számít, nem csupán a híres tenorokat számba véve. Jellemzi a lágyság, egyöntetűség, kivételesen természetes harmóniaképzés, ami mindmáig kétségbevonhatatlanul megmutatkozik, számos ránk hagyott lemezfelvétele bármelyikén. Természetes adottságai mesterien keverednek a falzett mesterséges technikájával, amiben azóta is felülmúlhatatlant mutatott. Összehasonlíthatatlan érzelmessége a modern ízléssel keverve, állandó szinten tartva a drámai feszültséget, hidegségbe vagy rutinba süllyedése nélkül.
A 19. század lírai tenorjainak, a magas, természetes módon történő hangképzése nehézségeit néha elkerülte, ami már a Gioconda leghíresebb áriájában csalódást okozott a közönség egy részének. Majd a háború után gyorsan felnőtt a Donizetti-repertoárhoz, a Szerelmi bájital és a Lammermoori Lucia előadása fémjelzi ezt. Verdi műveiben kidomborítja lírai vénáját (Traviata, Rigoletto, Az álarcosbál), miként a kor olaszul énekelt olyan francia darabjaiban, mint a Faust vagy a Manon. Feledhetetlent nyújtott továbbá Puccini Bohéméletében, a Toscában és, pályája későbbi részében, a Manon Lescaut-ban.
Karrierje második felében, Verdi olyan operáiban, mint az Aida, Trubadúr, A végzet hatalma, megtalálja a szerelmi és elégiai hangot. Kiváló interpretálója a korban divatos verista stílusnak, mint pl. az André Chénier, a Bajazzók és a Parasztbecsület c. művekben, Mascagni vezényletével.
Világhírét növelte számtalan dal, és szalonrománc, amelyeket filmjeiben is bemutat, mint pl. a Non ti scordar di me (1935) és a Mamma (1940).
Beniamino Gigli mentorként aktív közreműködője volt a magyar származású Carelli Gábor karrierjének alakulásában, aki az Olaszországban töltött évek után több évtizeden keresztül a Metropolitan Opera társulatának legendás művészeként szerzett hírnevet. 1991-ben Carelli Gábor és Rina Gigli dokumentumfilmet készített a nagy elődről, a Clevelandben bemutatott televíziós produkciónak Carelli növendéke, Magonyi Andreas Zsolt volt a producere.

## Diszkográfia

### Stúdiófelvételei
- Bajazzók, km. Iva Pacetti, Mario Basiola, Leone Paci, rend. Franco Ghione – EMI, 1934
- Bohémélet, km. Licia Albanese, Afro Poli, Tatiana Menotti, Duilio Baronti, rend. Umberto Berrettoni – EMI, 1938
- Tosca, km. Maria Caniglia, Armando Borgioli, rend. Oliviero De Fabritiis – EMI, 1938
- Requiem (Verdi), km. Maria Caniglia, Ebe Stignani, Ezio Pinza, rend. Tullio Serafin – EMI, 1939
- Pillangókisasszony, km. Toti Dal Monte, Mario Basiola, Vittoria Palombini, rend. Oliviero De Fabritiis – EMI, 1939
- Parasztbecsület, km. Lina Bruna Rasa, Gino Bechi, rend. Pietro Mascagni – EMI, 1940
- André Chénier, km. Maria Caniglia, Gino Bechi, rend. Oliviero De Fabritiis – EMI, 1941
- Az álarcosbál, km. Maria Caniglia, Gino Bechi, Fedora Barbieri, rend. Tullio Serafin – EMI, 1943
- Aida, km. Maria Caniglia, Ebe Stignani, Gino Bechi, Tancredi Pasero, rend. Tullio Serafin – EMI, 1946
- Carmen (olaszul), km. Ebe Stignani, Gino Bechi, Rina Gigli, rend. Vincenzo Bellezza – EMI, 1949

### Élő felvételei
- La Gioconda (válogatás), km. Gina Cigna, Mario Basiola, Gianna Pederzini, Tancredi Pasero, Elena Nicolai, rend. Tullio Serafin – élő Cremona, 1934, kiadó Timaclub
- Aida (válogatás), km. Gina Cigna, Ebe Stignani, Ettore Nava, Tancredi Pasero, vez. Victor de Sabata – Bécs, 1937, GOP/Eklipse
- Aida (kivonat, olaszul és németül), km. Maria Nemeth, Rosette Anday, Alexander Sved, vez. Karl Alwin – Bécs, 1937, GOP
- Rigoletto, km. Carlo Tagliabue, Lina Pagliughi, Corrado Zambelli, vez. Vittorio Gui – London, 1938, MDP/Ember
- Aida, km. Maria Caniglia, Ebe Stignani, Armando Borgioli, Corrado Zambelli, vez. Thomas Beecham – London, 1939, Eklipse/Arkadia
- Aida (válogatás), km. Zinka Milanov, Bruna Castagna, Carlo Tagliabue, vez. Ettore Panizza – Met, 1939, EJS/Lyric Distribution
- Traviata, km. Maria Caniglia, Mario Basiola, vez. Vittorio Gui – London, 1939, EJS/Eklipse/Arkadia
- Adriana Lacouvreur (válogatás), km. Maria Caniglia, Fedora Barbieri, vez. Ettore Panizza – Buenos Aires, 1948, Charles Handelman
- A végzet hatalma (válogatás), km. Elisabetta Barbato, Enzo Mascherini, Giulio Neri, vez. Antonino Votto – Rio de Janeiro, 1951, HRE/SRO
- Manon Lescaut (válogatás), km. Elisabetta Barbato, Silvio Vieira, vez. Antonino Votto – élő Rio de Janeiro, 1951, UORC/MDP
- Szerelmi bájital, km. Rina Gigli, Italo Tajo, Giuseppe Taddei, vez. Gianandrea Gavazzeni – Nápoly, 1953, Bongiovanni/Eklipse

## Filmográfia
- Non ti scordar di me, rendezte Augusto Genina (1935)
- Sinfonie di cuori, rendezte Karl Heinz Martin (1936)
- Ave Maria, rendezte Joannes Riemann (1936)
- Giuseppe Verdi, rendezte Carmine Gallone (1938)
- Solo per te, rendezte Carmine Gallone (1938)
- Marionette, rendezte Carmine Gallone (1939)
- Casa lontana, rendezte Johannes Meyer (1939)
- Ritorno, rendezte Bolváry Géza (1940)
- Traummusik, rendezte Bolváry Géza (1940)
- Mamma, rendezte Guido Brignone (1941)
- Vertigine, rendezte Guido Brignone (1941)
- Silenzio, si gira!, rendezte Carlo Campogalliani (1943)
- Bajazzók, rendezte Giuseppe Fatigati (1943)
- Lache Bajazzo, rendezte Leopold Hainisch (1943)
- Voglio bene soltanto a te, rendezte Giuseppe Fatigati (1946)
- Follie per l'opera, rendezte Mario Costa (1949)
- Una voce nel tuo cuore, rendezte Alberto D'Avers (1949)
- Taxi di notte, rendezte Carmine Gallone (1950)
- Soho Conspiracy, rendezte Cecil H. Williamson (1950)

## Elismerései
- Az Olasz Köztársaság Becsületrendje Nagy Tisztje, 1952. december 30.
- A Becsületlégió Lovagja

## Emlékezete
A római Teatro dell’Opera di Roma előtti tér az ő nevét kapta, egy recanati nagy tér és egy bolognai utca nemkülönben.

## Magyarul megjelent művei
- Beniamino Gigli emlékiratai; ford. Haász Kata; Zeneműkiadó, Budapest, 1984

## Fordítás
Ez a szócikk részben vagy egészben  a   Beniamino Gigli című olasz Wikipédia-szócikk ezen változatának fordításán alapul.  Az eredeti cikk szerkesztőit annak laptörténete sorolja fel. Ez a jelzés csupán a megfogalmazás eredetét és a szerzői jogokat jelzi, nem szolgál a cikkben szereplő információk forrásmegjelöléseként.

## Bibliográfia
- Franco Foschi, Primavera del Tenore, 1970
- Rina Gigli (szerk. Celso Minestroni), Beniamino Gigli mio padre, Azzali, 1986, 257. o.
- Giuseppe Luppino, Beniamino Gigli, in «Leader’s», 2/5, 2000, 42-44. o.
- Luigi Inzaghi, Beniamino Gigli, Zecchini Editore, 2005
- Karizs, Mai Nap, 1991. december 2.

## Külső hivatkozások
- Hivatalos honlapja
- “Beniamino Gigli” a helyszínen M. Malkov  (oroszul)